# Pilar Campoy

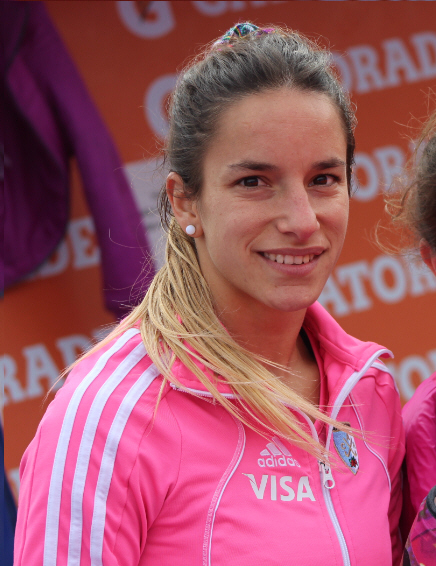
Pilar Campoy bei den Olympischen Spielen 2016

María Pilar Campoy (* 6. Oktober 1990 in Vicente López, Buenos Aires) ist eine argentinische Hockeyspielerin. Sie gewann mit der argentinischen Nationalmannschaft 2024 die olympische Bronzemedaille. 2023 siegte sie bei den Panamerikanischen Spielen.

## Sportliche Karriere
Pilar Campoy debütierte 2014 in der Nationalmannschaft. Bei den Olympischen Spielen 2016 in Rio de Janeiro unterlagen die Argentinierinnen im Viertelfinale den Niederländerinnen mit 2:3. Campoy war in allen sechs Spielen dabei, erzielte aber kein Tor.
2018 gewann die argentinische Mannschaft bei den Südamerikaspielen in Cochabamba, wobei sie das Finale gegen die Mannschaft Uruguays mit 8:0 gewannen. Pilar Campoy war mit acht Toren, davon sechs aus dem Feld und zwei nach Strafecken, erfolgreichste Torschützin des Turniers. Im Finale erzielte sie in der siebten Minute den ersten Treffer.
Danach spielte Campoy erst Ende 2022 wieder in der Nationalmannschaft. Bei den Panamerikanischen Spielen 2023 in Santiago de Chilegewannen die Argentinierinnen im Finale mit 2:1 gegen die Mannschaft aus den Vereinigten Staaten.
Im Jahr darauf bei den Olympischen Spielen 2024 in Paris wirkte Campoy in allen acht Spielen mit. Die Argentinierinnen besiegten im Viertelfinale die deutsche Mannschaft im Shootout. Im Halbfinale unterlagen sie den Niederländerinnen. Das Spiel um die Bronzemedaille gewannen die Argentinierinnen gegen die belgische Mannschaft im Shootout.
Pilar Campoy bestritt bis zum 9. August 2024 107 Länderspiele für Argentinien. Auf Vereinsebene spielte sie 2024 beim Club Nautico Hacoaj.